# Brachynomada roigella
Brachynomada roigella är en biart som först beskrevs av Michener 1996.  Brachynomada roigella ingår i släktet Brachynomada och familjen långtungebin. Inga underarter finns listade.